# Cosmic Background Explorer
O Cosmic Background Explorer (COBE, Explorador do Fundo Cósmico), também referenciado como Explorer 66, foi o primeiro satélite construído dedicado à cosmologia. Seu objetivo era investigar a radiação cósmica de fundo do universo e fornecer medidas que pudessem ajudar na compreensão do cosmos. Foi lançado em 1989.
A radiação cósmica de fundo é um ruído cosmológico que pode ser compreendido como um "fóssil" de uma época em que o universo era muito novo. Ele é proveniente da separação da interação entre a radiação e matéria (época chamada de recombinação). Nenhum dado cosmológico registra informações de um estado tão novo do universo, sendo assim, fica claro a importância dos dados obtidos pelo COBE.

## Lançamento
Concebido desde a década de 1970, o COBE deveria ter sido lançado pelo Space Shuttle. A explosão do Challenger, em 1986, motivou a suspensão do programa espacial nos Estados Unidos e o lançamento do COBE aconteceu apenas em 1989. "Neste intervalo de tempo alguns dos instrumentos do COBE foram lançados em balão estratosférico a partir do Brasil, conseguindo mesmo observar uma boa parte do céu e providenciando os necessários testes experimentais".

## Descobertas do satélite COBE
As descobertas do Satélite COBE foram muitas, entre as principais, se destaca a descoberta  de um universo bastante isotrópico e que a matéria também teve um inicio, ou seja, ela não existia desde sempre. De acordo com o Comitê do Prêmio Nobel, "o projeto pode também ser considerado como o ponto de partida para a cosmologia como uma ciência precisa".
Os dois principais investigadores do COBE, George Smoot e John Mather, receberam o Prêmio Nobel de Física em 2006. Os cientistas anunciaram que o COBE proporcionou fortes indicações, até então, da exatidão da teoria da criação do universo conhecida como a teoria do big bang. As observações do COBE revelaram que o universo tinha a mesma temperatura em todos os comprimentos de onda observados e em todas as direções.